# Poecilopsis medea
Poecilopsis medea är en fjärilsart som beskrevs av Harrison. Poecilopsis medea ingår i släktet Poecilopsis och familjen mätare. Inga underarter finns listade i Catalogue of Life.